# Ekers församling
Ekers församling var en församling i Strängnäs stift i Svenska kyrkan i Örebro kommun i Örebro län. Församlingen uppgick 1954 i Längbro församling.

## Administrativ historik
Församlingen har medeltida ursprung. Församlingen uppgick 1954 i Längbro församling.
Församlingen var före 1659 annexförsamling i pastoratet Kil, Gräve och Eker för att därefter till 1 maj 1902 utgöra ett eget pastorat. Från 1 maj 1902 till 1954 var församlingen annexförsamling i pastoratet Ånsta, Längbro och Eker.

## Kyrkor
- Ekers kyrka.